# Gallerdurk

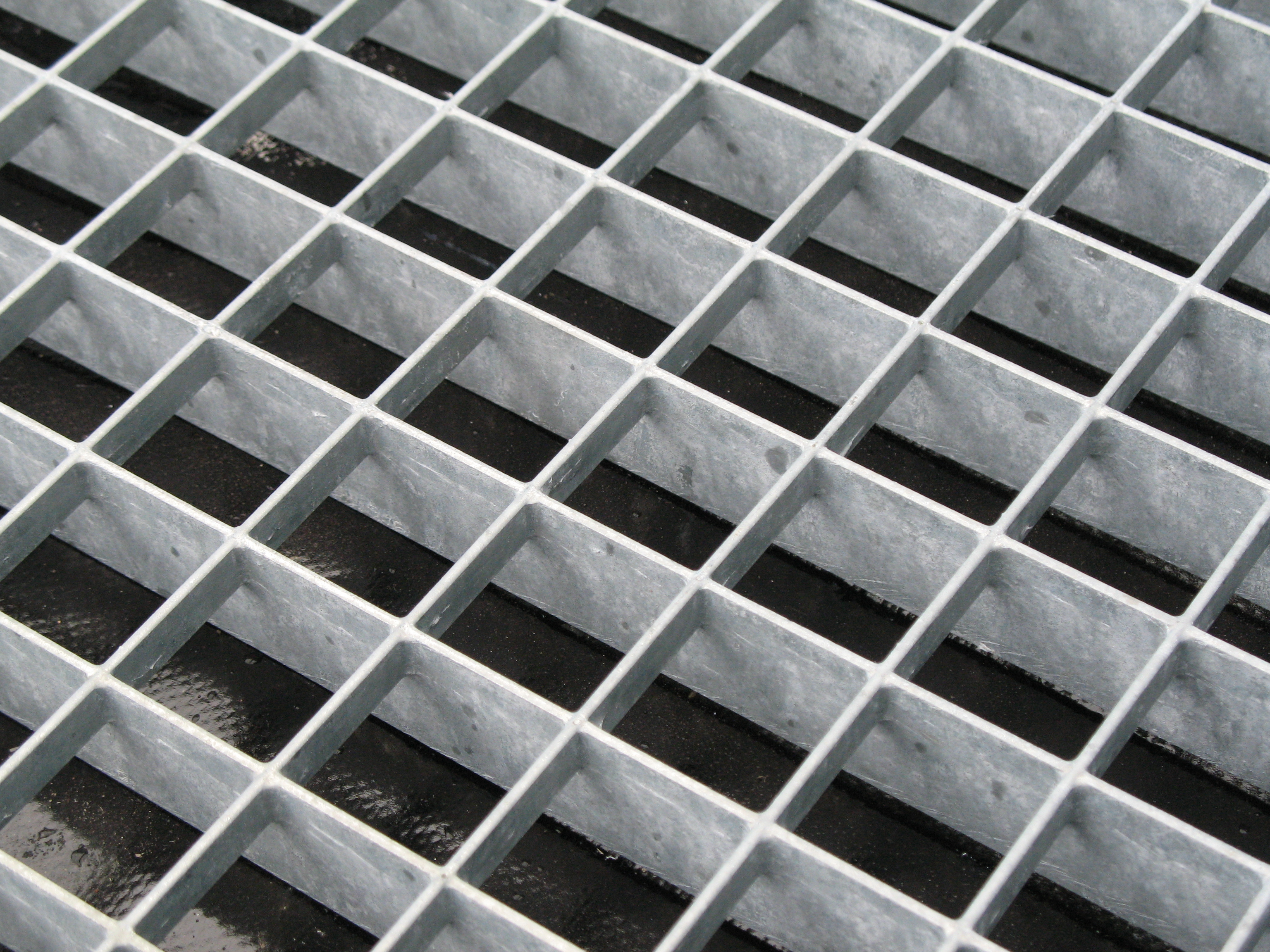
Gallerdurk av plattstål

Gallerdurk är en industriell framställd plattform av metall. 
Gallerdurk finns i många olika utföranden och består i regel av hopsvetsat plattstål som bildar ett bärande galler. Ju tätare maskvidd och ju högre bärstänger, desto bättre bärförmåga får gallerdurken. För att erhålla god skydd mot korrosion förzinkas konstruktionen ofta.
Användningsområden är exempelvis trappsteg och vilplan på industritrappor, avloppsgaller, ramper och gångbryggor. Tillverkare i Sverige är bland andra Häfla bruk och Weland AB.